# Championnats du monde de cross-country 1985
Navigation
Édition précédente Édition suivante
Les 13e Championnats du monde de cross-country IAAF  se sont déroulés le 24 mars 1985 à Lisbonne au Portugal.

## Résultats

### Cross long hommes

#### Individuel
| Médaille | Athlète             | Temps       |
| Or       | Carlos Lopes (POR)  | 33 min 33 s |
| Argent   | Paul Kipkoech (KEN) | 33 min 37 s |
| Bronze   | Wodajo Bulti (ETH)  | 33 min 38 s |

#### Équipes
| Médaille | Athlètes | Points  |
| Or       | Éthiopie Wodajo Bulti (3e) Bekele Debele (4e) Kassa Balcha (6e) Girma Berhanu (28e) Chala Urgessa (33e) Hailu Wolde Tsadik (55e)    | 129 pts |
| Argent   | Kenya Paul Kipkoech (2e) Andrew Masai (14e) Boniface Merande (17e) Joshua Kipkemboi (22e) Jackson Ruto (41e) James Kipngetich (45e) | 141 pts |
| Bronze   | États-Unis Bruce Bickford (10e) Pat Porter (12e) Ed Eyestone (16e) Craig Virgin (19e) Mark Curp (40e) Jeff Drenth (56e)             | 153 pts |

### Course juniors hommes

#### Individuel
| Médaille | Athlète                      | Temps       |
| Or       | Kipkemboi Kimeli KEN         | 22 min 18 s |
| Argent   | Habte Negash (ETH)           | 22 min 27 s |
| Bronze   | Wolde Silasse Melkessa (ETH) | 22 min 27 s |

#### Équipes
| Médaille | Athlètes | Points |
| Or       | Éthiopie | 16 pts |
| Argent   | Kenya    | 26 pts |
| Bronze   | Espagne  | 64 pts |

### Cross long femmes

#### Individuel
| Médaille | Athlète                  | Temps       |
| Or       | Zola Budd (ENG)          | 15 min 01 s |
| Argent   | Cathy Branta (USA)       | 15 min 24 s |
| Bronze   | Ingrid Kristiansen (NOR) | 15 min 27 s |

#### Équipes
| Médaille | Athlètes                                                                                            | Points |
| Or       | États-Unis Cathy Branta (2e) Betty Springs (9e) Shelly Steely (15e) Kathryn Hayes (16e)             | 42 pts |
| Argent   | URSS Olga Bondarenko (7e) Tatyana Pozdnyakova (19e) Marina Rodchenkova (20e) Irina Bondarchuk (31e) | 77 pts |
| Bronze   | Roumanie Fita Lovin (4e) Elena Fidatof (10e) Paula Ilie (34e) Mariana Stanescu (48e)                | 96 pts |